# Alseodaphnopsis
Alseodaphnopsis là danh pháp khoa học của một chi thực vật hạt kín thuộc họ Lauraceae. Năm 2017 chi này được tách ra từ chi Alseodaphne trên cơ sở một số nghiên cứu phát sinh chủng loài.

## Mô tả
Cây gỗ thường xanh. Chồi tận cùng có vảy. Cành nhỏ mập, đường kính 4–10 mm, không có màu trắng. Lá mọc so le, gân lá lông chim, luôn mọc thành cụm ở đầu cành, mặt xa trục màu xám hoặc không. Cụm hoa ở nách lá, hình chùy, lá bắc và lá bắc con sớm rụng. Hoa lưỡng tính, mẫu 3. Đế hoa ngắn; thùy bao hoa 6, gần như không đều hoặc cực kỳ không đều, hơi giãn ra sau khi nở hoa và bền ở các mức độ khác nhau ít nhất là ở quả non. Nhị sinh sản 9, mọc thành 3 vòng; các nhị của vòng 1 và 2 không có tuyến, các nhị của vòng 3, mỗi nhị có 2 tuyến ở đáy; bao phấn 4 ngăn; các ngăn của vòng 1 và 2 hướng vào trong, các ngăn của vòng 3 hướng ra ngoài hoặc các ngăn trên ở bên còn các ngăn dưới hướng ra ngoài. Nhị lép 3, thuộc vòng trong cùng nhất, nhỏ, hình chùy hoặc hình mũi tên. Bầu nhụy chìm một phần vào đế hoa nông; vòi nhụy ngắn hơn bầu nhụy; đầu nhụy hình đĩa. Quả có kích thước từ trung bình đến lớn, đường kính 3–5 cm, không có gân, khi thuần thục có màu đen hoặc đen ánh tía, hình thuôn dài hoặc gần hình cầu; cuống quả hơi phình to hoặc phình to nhiều, màu đỏ, lục hay vàng, gần như hình trụ hoặc hình nón ngược, nhiều thịt hoặc hơi hóa gỗ, luôn có mụn cơm. Về hình thái học, rất giống với Alseodaphne nghĩa hẹp, nhưng khác ở một số điểm như: các cành con dầy hơn, màu ánh trắng không rõ, các thùy bao hoa bền, cụm hoa tương đối lớn (dài 8,5-35 cm), nhiều hoa, với 3-4 bậc phân nhánh, quả từ trung bình tới lớn (3-5 cm), không có gân.

## Phân bố
Alseodaphnopsis chủ yếu phân bố tại rìa phía bắc của vùng nhiệt đới tại tây nam Trung Quốc, đông bắc Ấn Độ, Lào, Myanmar, Thái Lan và Việt Nam. Môi trường sống ưa thích là rừng trên núi đá vôi.

## Các loài
- Alseodaphnopsis andersonii (đồng nghĩa: Alseodaphne andersonii): Đông bắc Ấn Độ, Lào, Myanmar, Thái Lan, Trung Quốc (nam và đông nam Vân Nam, đông nam Tây Tạng) và Việt Nam. Tên gọi tại Việt Nam là sụ Anderson, vàng trắng Anderson, du đơn lá lông; tại Trung Quốc là 毛叶油丹 (mao diệp du đan).
- Alseodaphnopsis petiolaris (đồng nghĩa: Alseodaphne petiolaris): Ấn Độ, Myanmar, Trung Quốc (nam Vân Nam). Tên gọi tại Việt Nam là sụ có cuống, vàng trắng có cuống; tại Trung Quốc là 长柄油丹 (trường bính du đan).
- Alseodaphnopsis sichourensis (đồng nghĩa: Alseodaphne sichourensis): Trung Quốc (đông nam Vân Nam). Tên gọi tại Trung Quốc là 西畴油丹 (Tây Trù du đan).
- Alseodaphnopsis marlipoensis (đồng nghĩa: Alseodaphne marlipoensis): Trung Quốc (đông nam Vân Nam). Tên gọi tại Trung Quốc là 麻栗坡油丹 (Ma Lật Pha du đan).
- Alseodaphnopsis rugosa (đồng nghĩa: Alseodaphne rugosa): Trung Quốc (Hải Nam và đông nam Vân Nam?[2]). Tên gọi tại Trung Quốc là 皱皮油丹 (trứu bì du đan).
- Alseodaphnopsis hainanensis (đồng nghĩa: Alseodaphne hainanensis): Trung Quốc (Hải Nam), miền bắc Việt Nam. Tên gọi tại Trung Quốc là 油丹 (du đan).
- Alseodaphnopsis hokouensis (đồng nghĩa: Alseodaphne hokouensis): Trung Quốc (đông nam Vân Nam). Tên gọi tại Trung Quốc là 河口油丹 (Hà Khẩu du đan).
- Alseodaphnopsis lanuginosa (đồng nghĩa: Alseodaphne lanuginosa): Miền bắc Việt Nam. Tên gọi tại Việt Nam là sụ lông mượt, vàng trắng nhung, du đơn lông mượt.
- Alseodaphnopsis ximengensis:[2] Mẫu vật thu được tại huyện Tây Minh, địa cấp thị Phổ Nhĩ, tỉnh Vân Nam. Về hình thái rất giống với A. petiolaris,[2] về phát sinh chủng loài là chị em với nhánh chứa A. sichourensis + [A. andersonii + A. petiolaris].[2][3]
- Alseodaphnopsis maguanensis:[3] Mẫu vật thu được tại huyện Mã Quan, châu Văn Sơn, tỉnh Vân Nam. Về hình thái và phát sinh chủng loài là gần với A. rugosa.[3]
- Alseodaphnopsis putaoensis:[3] Mẫu vật thu được tại huyện Putao, bang Kachin, Myanmar. Về hình thái là gần với A. rugosa nhưng về phát sinh chủng loài là gần với A. hainanensis.[3]